# Плоштине
45°29′ пн. ш. 17°07′ сх. д. / 45.49° пн. ш. 17.11° сх. д.
Плоштине (хорв. Ploštine) — населений пункт у Хорватії, у Пожезько-Славонській жупанії у складі міста Пакраць.

## Населення
Населення за даними перепису 2011 року становило 108 осіб.
Динаміка чисельності населення поселення:

## Клімат
Середня річна температура становить 11,05 °C, середня максимальна – 25,39 °C, а середня мінімальна – -5,75 °C. Середня річна кількість опадів – 900 мм.
| Клімат поселення                              | Клімат поселення | Клімат поселення | Клімат поселення | Клімат поселення | Клімат поселення | Клімат поселення | Клімат поселення | Клімат поселення | Клімат поселення | Клімат поселення | Клімат поселення | Клімат поселення | Клімат поселення |
| Показник                                      | Січ.             | Лют.             | Бер.             | Квіт.            | Трав.            | Черв.            | Лип.             | Серп.            | Вер.             | Жовт.            | Лист.            | Груд.            |                  |
| Середній максимум, °C                         | 7,02             | 8,95             | 13,39            | 17,32            | 22,19            | 25,39            | 24,58            | 23,97            | 20,22            | 15,50            | 9,98             | 5,50             |                  |
| Середня температура, °C                       | 0,63             | 2,57             | 6,98             | 10,93            | 15,79            | 19,01            | 20,72            | 20,12            | 16,37            | 11,65            | 6,14             | 1,64             |                  |
| Середній мінімум, °C                          | −5,75            | −3,83            | 0,60             | 4,55             | 9,40             | 12,62            | 16,88            | 16,26            | 12,51            | 7,80             | 2,30             | −2,22            |                  |
| Норма опадів, мм                              | 57               | 51               | 62               | 73               | 81               | 97               | 82               | 89               | 75               | 80               | 86               | 67               |                  |
| Середньомісячна швидкість вітру, м/с          | 1.88             | 2.10             | 2.48             | 2.31             | 2.17             | 2.00             | 1.90             | 1.80             | 1.80             | 1.80             | 1.90             | 1.90             |                  |
| Середньомісячна сонячна радіація, кДж/м²·день | 4306             | 7093             | 10895            | 15354            | 19623            | 21666            | 22631            | 19903            | 14833            | 9138             | 4835             | 3544             |                  |
| --------------------------------------------- | ---------------- | ---------------- | ---------------- | ---------------- | ---------------- | ---------------- | ---------------- | ---------------- | ---------------- | ---------------- | ---------------- | ---------------- | ---------------- |
| Джерело:                                      |                  |                  |                  |                  |                  |                  |                  |                  |                  |                  |                  |                  |                  |